# Kyichu Lhakhang

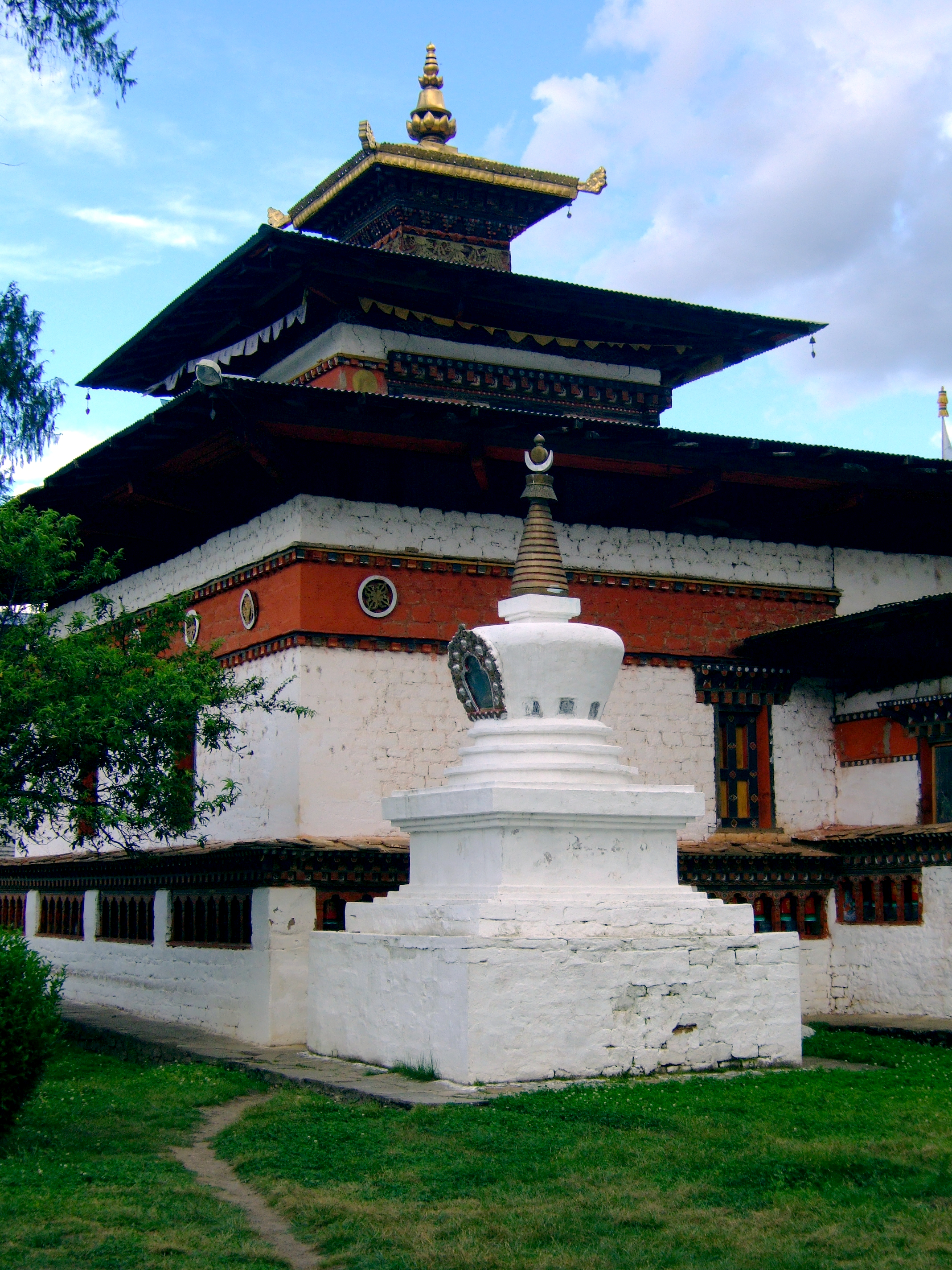
Kyichu Lhakhang, 2006

De Kyichu Lhakhang is een van de twee oudste boeddhistische tempels in Bhutan. De tempel bevindt zich in de Paro vallei in Bhutan. Het betreft hier het Tibetaans boeddhisme en het woord lhakhang is oorspronkelijk ook Tibetaans voor tempel.
Bhutan kwam in de 7e eeuw na Chr. in de boeddhistische invloedssfeer vanuit Tibet. De legende vertelt, dat de Tibetaanse koning en veroveraar Songtsen Gampo werd tegengewerkt door een enorme vrouwelijke demon, die zich over een groot gebied had neergevlijd. De koning besloot op elk belangrijk gewricht van de demon een Boeddhistische tempel te bouwen, waaronder twee in Bhutan: de Kyichu Lhakhang in de Paro vallei en de Jampey Lhakhang in de Bumthang vallei. Daarmee werd de demon onschadelijk gemaakt.